# Aeolostoma scutiferana
Espèce
Aeolostoma scutiferana est une espèce de lépidoptère de la famille des Tortricidae.
On le trouve en Australie.